# Palm Desert (Kalifornija)
Palm Desert je grad u američkoj saveznoj državi Kalifornija. Prema popisu stanovništva iz 2010. u njemu je živjelo 48.445 stanovnika.

## Poznate osobe
- Jenna Ortega